# 艾嘉妮特·海朗德
艾嘉妮特·海朗德（Agnete Hegelund；1988年3月10日—），丹麥模特儿。她是高級時裝品牌：Calvin Klein Jeans、Alberta Ferretti、Paul & Joe Cosmetics的代言人。艾嘉妮特上過Vogue Italia及Elle等雜誌封面或內頁，也有參與Balenciaga、Chanel、Christian Dior等著名時裝及奢侈品的時裝展。